# 日高輝
日高 輝（ひだか てる、1905年〈明治38年〉2月22日 - 1987年〈昭和62年〉9月25日）は、昭和期の日本の経営者。日本興業銀行常務、日産化学工業社長、山一證券社長・会長、国際電信電話会長を務めた。義父は元住友総理事・大蔵大臣の小倉正恒。　

## 略歴
父は住友に務めていた建築家の日高胖。辰野金吾の弟子で現在重要文化財となっている大阪府立中之島図書館の建設に参画し、大正期の増築工事では技師長として設計も行なった人物。
東京府立第四中学校、旧制弘前高等学校（現弘前大学）、東京帝国大学法学部卒。高等文官試験行政科をパスしたが、中位の成績だったので官界をあきらめ住友銀行の面接を受けたが、住友に務めていた父に打ち明けなかったのでいじっぱりと思われたのか不採用。住銀には近親者不採用の不文律もあり、その影響があった可能性もある。
1929年（昭和4年）日本興業銀行に入行。興銀を選んだのは特に深い理由もなく、ちょうど大学に求人がきていて提出する願書も楽だったからで、どんな銀行でどこに本店があるかも知らなかったという。同期には後に興銀頭取となり「財界の鞍馬天狗」と言われた中山素平、日産自動車社長となった川又克二がいる。
証券部長・総務部長などを務め、理事兼大阪支店長を務める。興銀が長期信用銀行に転換した後常務取締役となったが、「日本派出夫銀行」と言われた当時の興銀のしきたりに従って1959年に日産化学工業に副社長として転出。程なくして社長となり、経営危機と言われた同社を立て直して復配までこぎつけた。
1964年、興銀頭取となっていた中山素平から経営危機に陥っていた山一證券の社長就任を要請される。最初日高は固辞したが、山一のメインバンクであった富士銀行の岩佐頭取、三菱銀行の宇佐美洵頭取からも説得を受け、さらに財界の重鎮であった小林中からも直々に説得され、ついに山一行きを決意する。
社長就任後は経営の合理化に取り組むが、翌1965年には地方支店の閉鎖計画を発端に山一が経営危機にあることを西日本新聞がスクープし、それをきっかけに深刻な取り付け騒ぎに発展した。これを受けて5月28日、日銀氷川寮で開かれた大蔵省（田中角栄大蔵大臣）・日銀・主力銀行間の会議で、山一に日銀特融を行なう救済策が決定された。会議の間興銀本店で待機していた日高は、会議から戻った中山からこの決定を聞くまでの間が人生で「ロンゲスト」であったと述懐している。
1965年10月には、前述の小林中、宇佐美洵、中山素平、木川田一隆東京電力社長、稲山嘉寛八幡製鐵社長、永野重雄富士製鐵社長など、当時の財界を代表する面々180人を集めて「日高輝君を励ます会」が開催された。この時、会場に置かれた金屏風に出席者全員が署名して日高へ贈った。日高は、山一社長在任中はこの屏風を社長室に飾り、退任後は日高家の家宝とした。
その後は山一の再建に取り組み、日銀特融の完済を果たした。1972年には山一社長を退き、会長となった。会長就任後は社業には口出しせず、1973年に日本証券業協会会長に就任するなど業界関連業務に専心した。
その後、再び興銀から乞われて国際電信電話会長も務めた。
1986年、勲一等瑞宝章。
1987年9月25日死去。享年82。葬儀は山一證券、日産化学工業、国際電信電話3社の合同社葬となり、故人の業績を偲ばせた。